# Šér Chán Súr
Šér Chán Súr (také Šér Šáh Súr, původně Fárid Chán; 1486 - 22. května 1545) byl afghánský válečník, který v roce 1540 vojensky ovládl Mughalskou říši a založil dynastii Súriů, která této říši nakrátko vládla. Svým hlavním městem učinil Sásárám v současném Biháru. I když většinu své doby vlády válčil, byl zároveň i schopný administrátor. Mimo jiné zorganizoval systém pošty a zavedl jako měnu rupii, což je označení indické měnové jednotky dodnes. Po jeho smrti při obléhání pevnosti Káliňdžaru v roce 1545 se jeho nástupcem stal jeho syn Islám Šáh Súr (1545-1553).